# New York Film Critics Circle Awards 2019
La 85ª edizione dei New York Film Critics Circle Awards, annunciati il 4 dicembre 2019, ha premiato i migliori film usciti nel corso del 2019.

## Vincitori
A seguire vengono indicati i vincitori, in grassetto.

### Miglior film
- The Irishman, regia di Martin Scorsese

### Miglior regista
- Josh e Benny Safdie - Diamanti grezzi (Uncut Gems)

### Miglior attore protagonista
- Antonio Banderas - Dolor y gloria

### Miglior attrice protagonista
- Lupita Nyong'o - Noi (Us)

### Miglior attore non protagonista
- Joe Pesci - The Irishman

### Miglior attrice non protagonista
- Laura Dern - Piccole donne (Little Women) e Storia di un matrimonio (Marriage Story)

### Miglior sceneggiatura
- Quentin Tarantino - C'era una volta a... Hollywood (Once Upon a Time... in Hollywood)

### Miglior film in lingua straniera
- Parasite (Gisaenchung), regia di Bong Joon-ho (Corea del Sud)

### Miglior film di saggistica
- Honeyland (Medena zemja), regia di Tamara Kotevska e Ljubomir Stefanov

### Miglior film d'animazione
- Dov'è il mio corpo? (J'ai perdu mon corps), regia di Jérémy Clapin

### Miglior fotografia
- Claire Mathon - Ritratto della giovane in fiamme (Portrait de la jeune fille en feu)

### Miglior opera prima
- Atlantique, regia di Mati Diop

### Menzione speciale
- IndieCollect e Randy Newman